# Dodgeville (Wisconsin)
Dodgeville település az Amerikai Egyesült Államok Wisconsin államában, Iowa megyében, melynek megyeszékhelye is. Lakosainak száma 4984 fő (2020. április 1.).

## Népesség
A település népességének változása:

| 2010 | 4 693 |
| 2020 | 4 984 |